# HTTP referer
HTTP referer (từ chữ "referrer" bị viết sai chính tả) là một trường HTTP header xác định địa chỉ của trang web (tức là URI hoặc IRI) liên kết với tài nguyên được yêu cầu. Bằng cách kiểm lại trang giới thiệu, trang web mới có thể thấy yêu cầu bắt nguồn từ đâu.
Trong tình huống phổ biến nhất có nghĩa là khi người dùng nhấn vào một liên kết trong một trình duyệt web, trình duyệt sẽ gửi một yêu cầu tới máy chủ lưu giữ trang web đích. Yêu cầu bao gồm trường giới thiệu (referer), cho biết trang cuối cùng của người dùng sử dụng (trang mà họ đã nhấn vào liên kết).
Ghi nhận trang chuyển tiếp được sử dụng để cho phép các trang web và máy chủ web xác định nơi mọi người đang truy cập chúng từ nơi nào, cho các mục đích quảng cáo hoặc thống kê.
Vấn đề kỹ thuật liên quan được giải thích rõ ràng trong RFC 2616 (Hypertext Transfer Protocol HTTP/1.1).

## Từ nguyên
Lỗi chính tả của từ referrer có nguồn gốc trong đề xuất ban đầu của nhà khoa học máy tính Phillip Hallam-Baker để kết hợp lĩnh vực này vào đặc điểm kỹ thuật HTTP. Việc viết sai chính tả đã được ghi khắc vào thời điểm kết hợp với tài liệu RFC 1945; đồng tác giả Roy Fielding cho biết cả "referrer" lẫn chữ viết sai "referer" lỗi chính tả không được bộ kiểm tra chính tả chuẩn Unix nhận ra vào thời đó . "Referer" đã trở thành một từ vựng được sử dụng rộng rãi trong ngành khi thảo luận về HTTP referrers; việc sử dụng sai chính tả không phải là phổ quát, vì từ chính xác "referrer" được sử dụng trong một số thông số kỹ thuật web như Document Object Model.

## Thí dụ một HTTP-request qua một trang trung gian
Thí dụ, trang http://example.org/referring_page có một liên kết với trang Wikipedia này: http://de.wikipedia.org/wiki/Referrer. Khi người dùng nhấn vào liên kết này trong trình duyệt web của mình, trình duyệt sẽ liên lạc với máy chủ web qua địa chỉ de.wikipedia.org, để mà mở trang muốn xem như trong liên kết. Trong thí dụ này, trình duyệt web sẽ gởi yêu cầu theo như cú pháp của HTTP:
```
GET /wiki/Referrer HTTP/1.1
Host: de.wikipedia.org

Referer
: 
http://example.org/referring_page
```

Yêu cầu gởi đi viết những gì còn tùy thuộc vào trình duyệt được dùng và cấu hình của nó. Như vậy việc loan báo trang giới thiệu (Referrer) có thể được bỏ qua trong một trình duyệt phổ thông.